# Ізидор Модельський
Ізидор Модельський (пол. Izydor Modelski; 10 травня 1889, Лемберг — 25 вересня 1962, Вашингтон) — польський офіцер, доктор філософії, дивізійний генерал.

## Біографія
Навчався у Львівському університеті, одночасно служачи у Польських стрілецьких командах. З серпня 1914 по липень 1917 року служив у 1-й бригаді легіонів на таких посадах: командир взводу, командир школи підготовки унтерофіцерів, командир батальйону 6-го піхотного полку та командир школи підготовки офіцерів. У 1917 році служив у Головному рекрутинговому бюро Польської армії на посаді командира інспекторату в Гродзіську. 26 червня 1917 року здобув ступінь доктора філософії у Львівському університеті. Після кризи присяги був інтернований у Беньямінові.
Після звільнення служив у у Польській армії, командувач Варшавського гарнізону. Командувач оперативної групи в боротьбі проти українців на Львівщині (листопад 1918–1919). У червні 1919–1920 років він служив у штабі генерала Юзефа Галлера на посаді квартирмейстера армії, а пізніше — у IV відділі Генерального штабу. На більшовицькому фронті він командував 79-м піхотним полком з червня по липень 1920 року. Після війни він служив членом Верховної оглядової комісії при Головнокомандувачі до 1922 року.
3 листопада 1922 року його було переведено до Військової академії у Варшаві як слухача Другого курсу підготовки. 15 жовтня 1923 року, після завершення курсу та отримання диплома офіцера Генерального штабу, його було призначено до Першого піхотного відділу Міністерства військових справ у Варшаві. Потім він служив у армійській інспекції № 2, залишаючись надлишковим офіцером у 72-му піхотному полку. У серпні 1924 року його було відряджено на 3 тижні до окружного командування корпусу № 10 у Перемишлі на посаду начальника штабу. Його командування було продовжено до 1 листопада 1924 року. У жовтні того ж року його було призначено з армійської інспекції № 2 до окружного командування корпусу № 10 на посаду начальника штабу.
З 1925 по 1926 рік він командував 30-м піхотним полком. Під час травневого перевороту він перейшов на бік уряду. Заарештований своїми підлеглими офіцерами (слово «заарештований» тут є евфемізмом: під час «травневих подій» Модельського просто замкнули в туалеті його підлеглі). Він залишався у розпорядженні командира корпусного округу № IX. 31 березня 1927 року начальником Генерального штабу його було призначено до розпорядження Міністра військових справ (як надлишковий офіцер 30-го піхотного полку, він тоді перебував у переведенні за службою до I відділу Генерального штабу). 31 жовтня 1927 року його було переведено до складу піхотних офіцерів і одночасно призначено до Лунінецького районного командування з питань призовної служби на посаду коменданта. У квітні 1928 року його було звільнено з посади та передано до розпорядження командира IX ОК. 31 жовтня 1928 року він був звільнений у відставку. Він головував у Асоціації Галлерчиків.
1 жовтня 1939 року генерал Владислав Сікорський, новий Головнокомандувач і міністр військових справ, відкликав його на дійсну службу до Франції, спочатку призначивши його першим помічником, а 24 листопада — другим заступником міністра військових справ (цю посаду він обіймав до липня 1940 року). Модельський очолював Кабінет міністра та Генеральний штаб, відповідав за кадрові питання (керівництво Офісом кадрів та реєстрації він доручив покірному полковнику Фридерику Маллі), а також за евакуацію генералів та старших офіцерів, інтернованих у різних європейських країнах, до Франції, де формувалася Польська армія. Займаючи ці посади, він сумнозвісним чином зафіксував свої переслідування санаторіїв та часте вилучення цінних офіцерів з новостворених збройних сил, кероване політичною та особистою ворожнечею. Військовослужбовців, затаврованих у таборі «санаторами», відправляли до спеціального табору в Церізе. Це призвело до конфлікту між ним та генералом Мар'яном Кукелем, першим заступником міністра військових справ. 3 травня 1940 року його було призначено бригадним генералом. Він керував евакуацією частини польських військ через французький порт Ле-Вердон-сюр-Мер у червні 1940 року.
У вересні 1942 року він був кандидатом на посаду першого заступника командира Першого корпусу, але не був призначений через негативну думку командира підрозділу, генерала Кукеля, який писав не лише про молодість Модельського, а й про його непопулярність у війську через його політичні суперечки. Він обіймав посаду заступника державного секретаря в Міністерстві військових справ (з 19 листопада 1942 року — Міністерство національної оборони). Після призначення на чолі міністерства генерала Кукеля його було усунено від активної участі, надавши йому тривалу лікарняну. До грудня 1944 року він формально був другим заступником міністра національної оборони та генералом за наказом Головнокомандувача. У березні 1945 року звільнений у відставку.
У липні 1945 року він повернувся до Польщі. 1 березня 1946 року призначений керівникои Спеціальної місії Польської армії в Лондоні, завданням якої було евакуювати солдатів Польських збройних сил до Польщі. З 1946 по 1948 рік служив військовим аташе у Вашингтоні. Звільнений за невиконання своїх обов'язків, він відмовився повертатися до Польщі та почав публікувати інформацію про розвідувальну діяльність країн Східного блоку. Він почав співпрацювати зі Станіславом Миколайчиком та польськими емігрантськими активістами. Заочно засуджений до 15 років ув'язнення та позбавлення громадянських прав, він оселився у Сполучених Штатах, де й помер.

## Звання
- Лейтенант (4 листопада 1914)
- Оберлейтенант (13 червня 1915)
- Гауптман (1917)
- Майор (листопад 1918)
- Підполковник (3 травня 1922 зі старшинством від 1 червня 1919)
- Полковник (31 березня 1924 зі старшинством від 1 липня 1923 року та 21-м місцем в офіцерському корпусі)
- Бригадний генерал (3 травня 1940)
- Генерал дивізії (1 березня 1946)

## Нагороди
- Virtuti Militari, срібний хрест (№2856; 17 квітня 1921)
- Хрест Хоробрих — нагороджений 4 рази (всі в 1921).
- Орден Відродження Польщі, офіцерський хрест (2 травня 1923)
- Хрест Незалежності (29 грудня 1933)
- Пам'ятна медаль учаснику війни 1918-1921 років
- Орден Білого лева 2-го ступеня (Чехословаччина)